# Opogona trachyclina
Opogona trachyclina är en fjärilsart som beskrevs av Edward Meyrick 1935. Opogona trachyclina ingår i släktet Opogona och familjen äkta malar. Inga underarter finns listade i Catalogue of Life.